# Borsteler Brücke

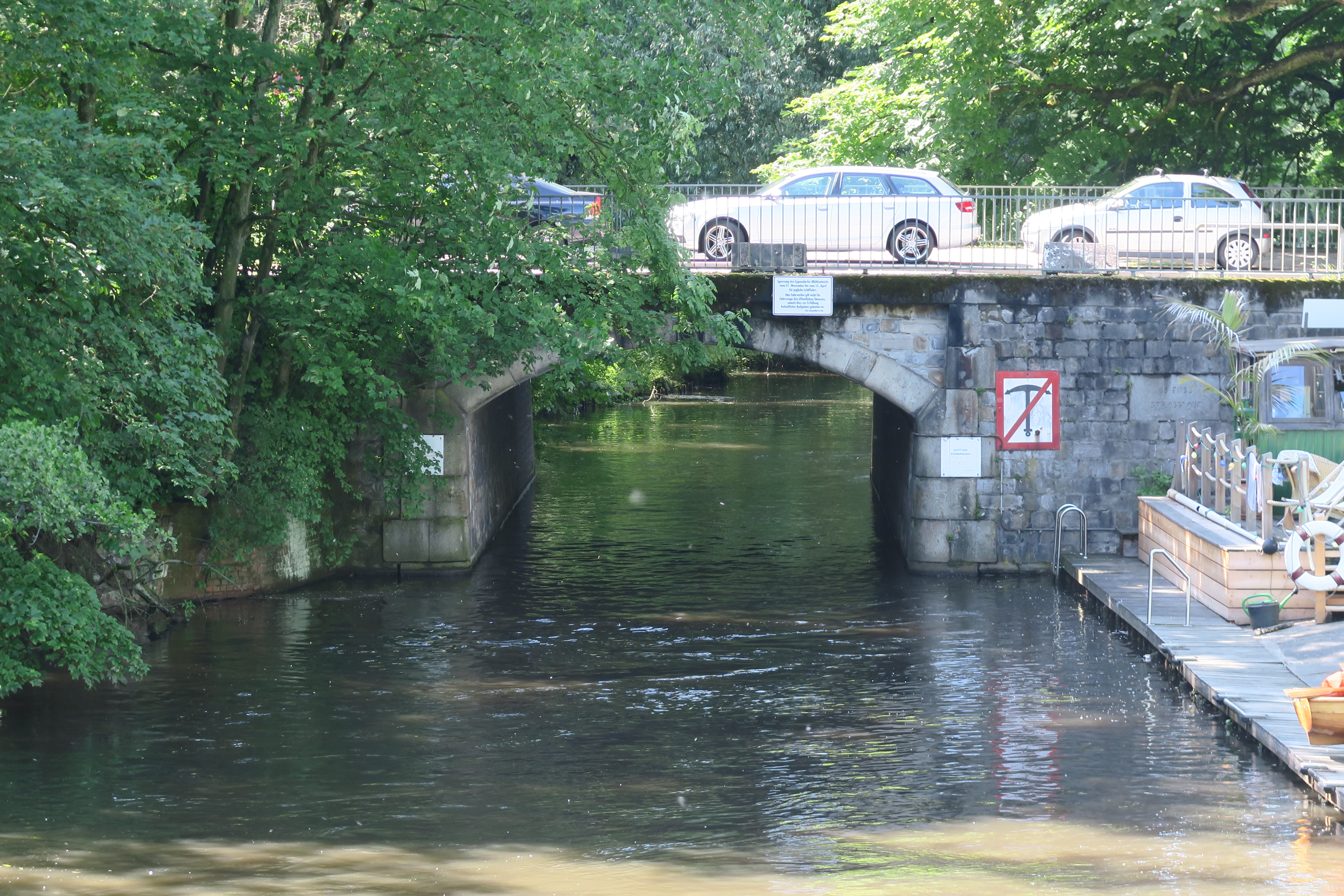
Borsteler Brücke

Die Borsteler Brücke ist eine Straßenbrücke im Hamburger Stadtteil Eppendorf. Die Brücke führt über die Tarpenbek und steht unter Denkmalschutz.
Die Benennung der Brücke lehnt sich an den Namen des Stadtteils Hamburg-Groß Borstel an. Der niederdeutsche Begriff Borstel leitet sich aus den Begriffen „bur“ (= Wohnsitz) und „stal“ (= Stelle). ab. Die Borsteler Brücke quert die Tarpenbek, die hier Mühlenteich heißt und kurz nach der Brücke in die Alster mündet.
Die im Jahr 1899 erbaute Bogenbrücke ist mit der Nummer 16418 von der Hamburger Behörde für Kultur und Medien als Kulturdenkmal erfasst.